# جيمس دبليو. فلمنج
جيمس دبليو. فلمنج (بالإنجليزية: James W. Fleming)‏ هو مصرفي أمريكي، ولد في 15 فبراير 1867 في تروي في الولايات المتحدة، وتوفي في 27 أبريل 1928.